# باليكا فادهو
باليكا فادهو (بالهندية: बालिका वधू) هو مسلسل تم إنتاجه في الهند. بدأ عرضه في سنة 2008. بلغ عدد مواسم المسلسل موسمين، بلغ عدد حلقاته 2248 حلقة، وتبلغ مدة الحلقة الواحدة 20 دقيقة. تم بث المسلسل لأول مرة بتاريخ 21 يوليو 2008 بينما تم بث آخر حلقة منه بتاريخ 31 يوليو 2016 بعد أن استمر لقرابة ثمان سنوات. من بطولة براتيوشا بانيرجي، أفيكا جور وفريدة جلال. تدور القصة حول الأطفال الذين يجبرون على الزواج باسم التقليد، ويتحملون تداعيات ذلك لبقية حياتهم.

## وصلات خارجية
- باليكا فادهو على موقع IMDb (الإنجليزية)
- باليكا فادهو على موقع قاعدة بيانات الفيلم (الإنجليزية)
- باليكا فادهو على موقع ليتربوكسد (الإنجليزية)
- باليكا فادهو على موقع كينوبويسك (الروسية)
- باليكا فادهو على موقع قاعدة بيانات الفيلم (الإنجليزية)